# Belper Town FC
Belper Town FC (celým názvem: Belper Town Football Club) je anglický fotbalový klub, který sídlí ve městě Belper v nemetropolitním hrabství Derbyshire. Založen byl v roce 1883. Od sezóny 2018/19 hraje v Northern Premier League Division One East (8. nejvyšší soutěž). Klubové barvy jsou zlatá a černá.
Své domácí zápasy odehrává na stadionu Christchurch Meadow s kapacitou 2 650 diváků.

## Získané trofeje
- Derbyshire Senior Cup ( 5× )
  - 1958/59, 1960/61, 1962/63, 1979/80, 2007/08

## Úspěchy v domácích pohárech
Zdroj: 
- FA Cup
  - 1. kolo: 1887/88
- FA Trophy
  - 2. kolo: 2000/01
- FA Vase
  - Semifinále: 1994/95

## Umístění v jednotlivých sezonách
Stručný přehled
Zdroj: 
- 1961–1975: Midland Football League
- 1975–1982: Midland Football League (Premier Division)
- 1982–1997: Northern Counties East League (Premier Division)
- 1997–2007: Northern Premier League (Division One)
- 2007–2014: Northern Premier League (Division One South)
- 2014–2015: Northern Premier League (Premier Division)
- 2015–2018: Northern Premier League (Division One South)
- 2018– : Northern Premier League (Division One East)

Jednotlivé ročníky
Zdroj: 
Legenda: Z - zápasy, V - výhry, R - remízy, P - porážky, VG - vstřelené góly, OG - obdržené góly, +/- - rozdíl skóre, B - body, červené podbarvení - sestup, zelené podbarvení - postup, fialové podbarvení - reorganizace, změna skupiny či soutěže
| Sezóny  | Liga                                         | Úroveň | Z  | V  | R  | P  | VG | OG | +/- | B  | Pozice |
| ------- | -------------------------------------------- | ------ | -- | -- | -- | -- | -- | -- | --- | -- | ------ |
| 2009/10 | Northern Premier League (Division One South) | 8      | 42 | 21 | 8  | 13 | 83 | 55 | +28 | 71 | 6.     |
| 2010/11 | Northern Premier League (Division One South) | 8      | 42 | 16 | 5  | 21 | 70 | 74 | -4  | 53 | 14.    |
| 2011/12 | Northern Premier League (Division One South) | 8      | 42 | 23 | 5  | 14 | 74 | 57 | +17 | 74 | 6.     |
| 2012/13 | Northern Premier League (Division One South) | 8      | 42 | 23 | 13 | 6  | 95 | 42 | +53 | 82 | 3.     |
| 2013/14 | Northern Premier League (Division One South) | 8      | 40 | 24 | 9  | 7  | 98 | 50 | +48 | 81 | 4.     |
| 2014/15 | Northern Premier League (Premier Division)   | 7      | 46 | 6  | 14 | 26 | 62 | 96 | -34 | 32 | 24.    |
| 2015/16 | Northern Premier League (Division One South) | 8      | 42 | 15 | 9  | 18 | 66 | 65 | +1  | 54 | 13.    |
| 2016/17 | Northern Premier League (Division One South) | 8      | 42 | 15 | 13 | 14 | 55 | 55 | 0   | 58 | 10.    |
| 2017/18 | Northern Premier League (Division One South) | 8      | 42 | 12 | 9  | 21 | 46 | 90 | -44 | 45 | 16.    |
| 2018/19 | Northern Premier League (Division One East)  | 8      | 38 |    |    |    |    |    |     |    |        |